# Hands Across the Sea
Hands Across the Sea (Manos a través del mar) es una marcha militar estadounidense compuesta por John Philip Sousa en 1899.

## Historia
Se dice que en el estreno de la marcha el mismo año de su composición, en la Academia de música de Filadelfia, la audiencia pidió encore tres veces. Según Paul E. Bierley. «la marcha no está dedicada a ninguna nación en particular, sino a todos los amigos de Estados Unidos».
En 1901 John Phillip Sousa dirigió la banda del regimiento de Virginia Tech «The Highty Tighties» interpretando The Thunderer en la Exposición Panamericana de Búfalo, Nueva York. Sousa quedó tan impresionado que dedicó a la banda una interpretación de su última composición, Hands Across the Sea.
El prefacio de la obra, escrito por Sousa es una cita del diplomático inglés John Hookham Frere: «Un pensamiento repentino me invade; jurémonos amistad eterna». La marcha fue compuesta a raíz de la guerra con España y es de naturaleza idealista, además de patriótica.
Hands Across the Sea permanece como una de las marchas más populares de Sousa, y es ampliamente interpretada por bandas de todo el mundo